# Ouled Cebbah
Ouled Cebbah  (in arabo أولاد صباح‎?) è un centro abitato e comune rurale del Marocco situato nella provincia di Berrechid, regione di Casablanca-Settat. Conta una popolazione di 7 606 abitanti (censimento 2014).